# Jan P. Kučera
Jan Pavel Kučera (9. února 1948 Olomouc – 21. dubna 2025 Praha) byl český historik s profilací na dějiny kultury, náboženství a politického myšlení, v letech 1986–2000 operní dramaturg Národního divadla, později Státní opery Praha. Od roku 1990 do roku 2019 přednášel na Institutu politologických studií Fakulty sociálních věd Univerzity Karlovy. Také byl překladatelem libret a odborné literatury.

## Život
Základní a střední školu navštěvoval v Modřanech u Prahy. Od roku 1966 byl posluchačem Filozofické fakulty Univerzity Karlovy, kde studoval obory historie a ukrajinština (po roce vyměnil katedru ukrajinistiky za katedru filozofie), jako vedlejší obor studoval hudební vědu. Absolvoval v roce 1970, rigorózum složil následujícího roku.
Od roku 1972 pracoval sedm let v Ústavu československých a světových dějin Československé akademie věd v oddělení starších českých dějin, poté jako knihovník ve Státní technické knihovně. V období 1986–2000 byl operním dramaturgem Národního divadla, od roku 1992 Státní opery Praha.
V roce 1990 spoluobnovil časopis Dějiny a současnost a úzce spolupracoval na historiografické produkci nakladatelství Paseka. V letech 1990 až 2019 přednášel české dějiny a dějiny politického myšlení na Katedře politologie Institutu politologických studií FSV UK. V roce 2001 se na Karlově univerzitě habilitoval v oboru moderní dějiny.

## Výbor z díla
- Bohuslav Balbín a jeho místo v české kultuře. Praha : Vyšehrad, 1983. 415 s. (spoluautor Jiří Rak)
- Drama zrozené hudbou : Richard Wagner. Praha : Paseka, 1995. 266 s. ISBN 80-7185-002-0
- Malá encyklopedie české opery. Praha ; Litomyšl : Paseka, 1999. 347 s. ISBN 80-7185-236-8. (spoluautor Dalibor Janota)
- „... je hodně Hitlera ve Wagnerovi“ : kapitoly z estetické politiky. Praha : Institut pro středoevropskou kulturu a politiku, 2001. 382 s. ISBN 80-86130-13-4
- 8. 11. 1620 - Bílá hora : o potracení starobylé slávy české. Praha : Havran, 2003. 179 s. ISBN 80-86515-24-9
- Velké dějiny zemí Koruny české X. (1740–1792). Paseka, Praha – Litomyšl 2001. 767 s. ISBN 80-7185-384-4 (spoluautoři: Pavel Bělina, Jiří Kaše)
- Molière : moralista a posměváček. Praha ; Litomyšl : Paseka, 2006. 307 s. ISBN 80-7185-758-0
- Velké dějiny zemí Koruny české XII.a 1860–1890. Praha : Paseka, 2012. 804 s. ISBN 978-80-7432-181-8 (spoluautoři Pavel Bělina, Michael Borovička a Jiří Kaše)